# Umalat Chairullajewitsch Magomedow
Umalat Chairullajewitsch Magomedow (russisch Умалат Хайруллаевич Магомедов; * 19. Oktober 1979 in Nischni Tschengutai, Dagestanische Autonome Sozialistische Sowjetrepublik; † 31. Dezember 2009 in Chassawjurt, Dagestan) war ein russischer Terrorist.

## Leben und Wirken
Magomedow wurde von Doku Umarow, dem Führer des Kaukasus-Emirats, im April 2009 als Emir eingesetzt und Ende Dezember 2009 im Alter von 30 Jahren von Polizisten erschossen.
Seine 17-jährige Witwe beteiligte sich 2010 als Selbstmordattentäterin an den Anschlägen auf die Moskauer Metro.